# Богоявленский, Константин Васильевич
Константи́н Васи́льевич Богоявле́нский (17 (29) октября 1878, Самара — 20 марта 1942) — российский и советский инженер, автор первого известного проекта строительства Куйбышевского гидроузла. Глава Самарского технического общества, с 1910 по 1929 год занимался разработкой проекта сооружения крупного гидроузла на Средней Волге в районе Самарской Луки. Современниками характеризовался как «неутомимый агитатор и фанатик Волгостроя».

## Биография
Родился в Самаре 17 (29) октября 1878 года.
В 1900 году, окончив Санкт-Петербургский практический технологический институт с дипломом инженера-механика, уехал на Дальний Восток. После окончания войны с Японией вернулся в Самару, где создал фирму, специализировавшуюся на работе с железобетоном. Организовал в Самаре строительство канализационного коллектора и городской канализационной сети с применением железобетонных труб. Разрабатывал проект борьбы с Аннаевскими песками — отмелью, которая в начале XX века грозила отрезать Самару от Волги. Предложил прорыть в песках канал, чтобы течение Волги размывало пески. Однако гласные Самарской городской думы сочли это предложение неэффективным.
В 1910 году окончил Императорское Московское техническое училище. Дипломной работой был проект Усинской электростанции. С 1913 года был руководителем Самарского отделения Русского технического общества.
С 1919 по 1929 год возглавлял созданную им комиссию по электрификации Волги, сначала действовавшую независимо, затем под эгидой научно-технического отдела Самарского губернского совета народного хозяйства.
Был арестован НКВД 31 декабря 1936 года; 9 августа 1937 года Военным трибуналом ПриВО приговорён к расстрелу по статьям 58-6 (шпионаж), 58-10 (контрреволюционная пропаганда или агитация) и 58-11 (контрреволюционная организационная деятельность) УК РСФСР. По кассационной жалобе определением Верховного суда СССР от 28 сентября 1937 года расстрел был заменён 10 годами заключения в исправительно-трудовом лагере. Срок отбывал в Норильлаге, где был начальником проектного бюро лагпункта в Красноярске. Был вторично арестован 26 декабря 1940 года и 12 марта 1941 года осуждён судебной коллегией Красноярского крайсуда по статье 58-10 ч. 1 УК РСФСР. Приговорён к десяти годам заключения в исправительно-трудовых лагерях и 5 годам поражения в политических правах.
Скончался в Красноярском ИТЛ. Реабилитирован 6 апреля 1961 года постановлением Верховного суда ВС РСФСР (по другим данным, реабилитирован Верховным судом СССР 9 мая 1961 года). Фото Константина Васильевича не сохранились.
В 1937 году, в один день с К. В. Богоявленским, по тем же статьям был приговорен к 10 годам в лагерях его 30-летний сын, инженер Виктор Константинович Богоявленский. На следующий день, 10 августа 1937 года, вышло постановление СНК СССР и ЦК ВКП(б) № 1339 «О строительстве Куйбышевского гидроузла на реке Волга…».
Жена — Надежда Николаевна Батюшкова (1886—1938), сестра художника В.Н.Батюшкова. После ареста мужа и сына Надежда Николаевна также была арестована.

## Проект Жигулёвского гидроузла
В 1910 году Богоявленский начал работу по проекту строительства гидроэлектростанции на Волге у Самарской Луки. Первоочередной своей задачей он ставил изучение энергетического потенциала Волги, технической осуществимости строительства гидроузла и анализ экономической эффективности. Его целью было обеспечение индустриального развития региона при помощи дешёвой энергии:

«…мы имеем… на Самарской Луке, благодаря исключительно благоприятным естественным условиям (геологическое строение Жигулей и Соколовых гор) единственное место, самой природой созданное для устройства плотины. Вообще в государственном масштабе это будет создание мощного центра энергии, распространяющего своё влияние на целые районы, лежащие в сотнях вёрст от Самары»
— 
Позднее к работе подключился инженер Г. М. Кржижановский. В результате проект гидроузла включал строительство гидроэлектростанции и плотины в Жигулях, а также электростанции, канала и шлюзов в Переволоках, с общей мощностью 588,4 МВт и стоимостью 130 млн рублей в ценах 1913 года. В 1913 году проект широко обсуждался на заседаниях Самарского технического общества. Однако начинание успехом не увенчалось.
В апреле 1918 года Богоявленский выдвинул новую идею. Он предложил построить на Самарской Луке гидроэлектростанцию, которая использовала бы разницу уровня высот в 6 метров на деривационном спрямлении рек Уса— Волга. Возможность строительства плотины на Волге, впрочем, также упоминалась.
В начале следующего года самоорганизовалась Комиссия по изучению возможности сооружения гидроузла в составе 5 энтузиастов-инженеров: К. В. Богоявленского, его брата, А. В. Богоявленского, А. Ф. Ленникова, М. И. Гаврилова и Е. В. Лукьянова. Руководство Самарской губернии поддержало инициативу, официально сформировав в апреле 1919 года «Комиссию по электрификации р. Волги в районе Самарской Луки» во главе с К. В. Богоявленским при научно-техническом отделе Самарского губернского совета народного хозяйства. На работу комиссии было выдано 73 тысячи рублей.
В 1919—1923 годах экспедиция в составе 5 членов комиссии и 2 техников-топографов провела обследование водораздела между Усой и Волгой у Переволок и поймы Волги от Ставрополя до Самары, в местах, где было возможно строительство гидротехнических сооружений. Первые материалы о результатах с указанием задач и планах были отправлены в Центральный электротехнический совет (ЦЭС) уже 25 августа 1919 года.
Геодезические и гидрологические изыскания продолжались до 1923 года. Все работы, кроме бурения и топографических съёмок, проводились членами группы на общественных началах, в свободное от выполнения служебных обязанностей время. Велась большая просветительская работа с целью популяризации идеи электрификации Волги.
К 1924 году Комиссией был создан и обоснован проект Жигулёвского гидроузла в составе плотины на Волге с гидростанцией при ней, канала Ставрополь-Переволоки, ГЭС, шлюзов и плотоходов у Переволок. Общая мощность ГЭС предполагалась в 735,5 Мвт.
21 декабря 1927 года Константин Богоявленский выступал на заседании президиума губисполкома. Там он представил проект комплекса ГЭС на Самарской Луке, по которому 20 % стока направлялось бы в Переволокский гидроузел, а остальные 80 — в Жигулёвский. В постановлении губисполкома по поводу этого доклада говорилось: «Отмечая исключительную грандиозность и серьёзное значение проекта Волгостроя… сосредоточить на нём внимание не только правительственных учреждений, но и местных органов других губерний, заинтересованных в получении мощной энергии, а также и широких кругов трудящихся масс и общественности».
В 1928 году Константин Васильевич Богоявленский, которого позднее, признавая его исключительно большую роль в планировании строительства Жигулёвской ГЭС, охарактеризуют как «…неутомимого агитатора и фанатика Волгостроя», опубликовал брошюру «Волжская районная гидроэлектрическая станция. (К вопросу о Волгострое)». В ней излагался хорошо просчитанный с технической и экономической точки зрения проект комплекса из двух мощных гидроузлов — в основном русле Волги и в Переволоках. Расчёты Богоявленского показывали, что такой проект «не менее осуществим», чем уже возведённые к тому времени старая Асуанская плотина на Ниле, Панамский и Суэцкий каналы, и его реализация позволила бы «создать энергетическую базу в Поволжье, довольно быстро окупить вложения, принести несомненную пользу для республики». Среди причин необходимости строительства ГЭС Богоявленский называл и неустойчивую урожайность зерновых культур в Средневолжской области и, как следствие этого, низкий уровень экономического положения: «Проблема индустриализации… вплотную упирается в вопрос о дешёвых источниках энергии».
Богоявленский писал:
«Природа наградила нашу область специальной Самарской Лукой, скальным основанием для плотины, сама прорыла на 90 % Усинский канал, надо только закончить её работу… Но, увы, легче победить природу, чем инерцию привычных мыслей, пугающихся всего крупного, и только усилие воли тысяч смелых людей, поверивших в осуществимость этой технической идеи, может привести нас к осуществлению её. И первым этапом постройки явится составление серьёзного проекта, основанного на многолетних исследованиях ряда инженеров, экономистов и пр. Эта серьёзность изысканий — основное требование. Ряд ошибок на крупных работах стоит нам больших миллионов, только потому, что мы экономим на составлении проекта и на предварительных изысканиях маленькие тысячи»
Схему будущего гидроузла Богоявленский видел следующим образом. В районе «Жигулёвских ворот» устанавливалась плотина длиной 2800 м с глухим водосливом длиной 1280 м. В районе плотины сооружалась гидроэлектростанция, на которой устанавливалось 8-9 гидроагрегатов с рабочей высотой турбин около 11 метров и общей мощностью примерно в 150 000 кВт. Излишки воды направлялись в канал Ставрополь-Переволоки, использующий русло Усы. У Переволок должна была находиться вторая гидростанция мощностью до 370 000 кВт. Канал должен был быть судоходным, у плотины также должен был сооружён небольшой шлюз.
Не забыл Богоявленский и о сельском хозяйстве, созданное водохранилище и вырабатываемую ГЭС энергию предполагалось использовать для орошения Заволжья, являвшегося зоной рискованного земледелия из-за частых засух. Основную же энергию от ГЭС Богоявленский предлагал использовать для развития химической и механической промышленности, а также деревообделочного, текстильного и цементного производства. Потребность местных предприятий в энергии оценивалась им в 180 МВт. Среди возможных выгод от строительства подобного гидроузла Богоявленский называл: «…создание в области мощной промышленности. Сооружение гидроэлектростанции способствовало бы освоению несметных залежей гипса, известняка, мергеля, а расположенные вблизи Самары цементные заводы, алебастровые и каменные карьеры дадут возможность дёшево застроить нашу область и дадут материал на всю Нижнюю Волгу». А дешёвая энергия позволит развивать в регионе энергоёмкие отрасли промышленности, «в частности — производство с.-х. орудий и автомобилей… азотной кислоты и её производных путём связывания азота воздуха», и наладить производство искусственных удобрений: «Нет сомнения, что у нас в Союзе с поднятием сельского хозяйства азотистые удобрения также найдут своё применение».
В январе 1929 года самарская комиссия была преобразована в научно-исследовательское бюро по изысканиям «Волгострой» при плановом отделе Средневолжского областного исполкома с участием в нём К. В. Богоявленского. Главным инженером стал А. В. Чаплыгин. О дальнейшей роли Богоявленского в работах по проектированию Куйбышевского гидроузла сведений не имеется.

## Комментарии
1. ↑  После строительства Жигулёвской ГЭС в Ставрополе (ныне Тольятти) был построен крупнейший в СССР автомобильный завод по производству легковых автомобилей, и два завода по производству азотных удобрений, в том числе крупнейший в мире.